# Diamant 13
Diamant 13 er en fransk/belgisk/luxembourgsk film fra 2009, instrueret af den franske instruktør Gilles Béat.

## Handling
Mat er kriminalbetjent i distrikt 13 i Paris og arbejder om natten. Hans gamle ven Franck er narkostrømer og har altid bevæget sig på kanten af loven. Men grænsen mellem lovligt og ulovligt er knivskarp og nu er han kommet på den forkerte side af den. Af hvem andre end sin gamle ven Mat kan han vente hjælp fra.

## Medvirkende
- Gérard Depardieu: Mat
- Olivier Marchal: Franck
- Asia Argento: Calhoune
- Anne Coesens: Léon
- Aïssa Maïga: Farida
- Catherine Marchal: Z'yeux d'or
- Erick Deshors: Spoke